# Эти глаза напротив
«Э́ти глаза́ напро́тив» — песня 1970 года композитора Давида Тухманова на слова Татьяны Сашко. Первый исполнитель — Валерий Ободзинский. Став шлягером в начале 1970-х годов, песня по сей день включается в репертуар современными исполнителями.

## История создания
Музыка Давида Тухманова

Слова Татьяны Сашко

Эти глаза напротив —

Калейдоскоп огней.

Эти глаза напротив —

Ярче и всё теплей.

Эти глаза напротив —

Чайного цвета.

Эти глаза напротив —

Что это? Что это?

 Припев:

Пусть я впадаю, пусть,

В сентиментальность и грусть,

Воли моей супротив —

Эти глаза напротив!

Вот и свела судьба,

Вот и свела судьба,

Вот и свела судьба нас.

Только не подведи,

Только не подведи,

Только не отведи глаз.

<...>

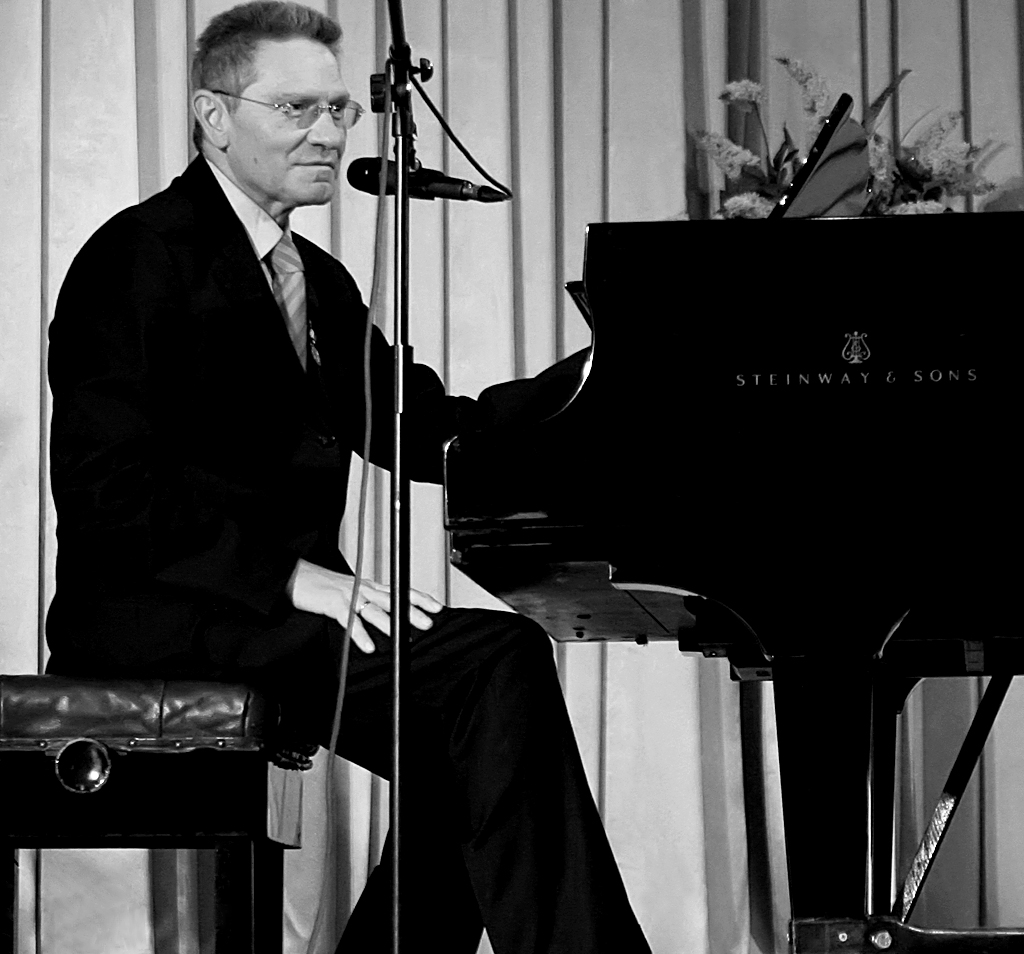
Давид Тухманов. 2007

Песня впервые прозвучала на радио в исполнении Валерия Ободзинского, во многом повторив феноменальный успех предыдущего совместного шлягера Давида Тухманова и Ободзинского — «Восточной песни».
После выступления Валерия Ободзинского в Москве весной 1974 года Никита Богословский, не раз ошибавшийся в оценках современных ему музыкантов, опубликовал в газете «Советская культура» рецензию на этот концерт, в которой писал:
| В программу было включено небольшое попурри из недавних шлягеров Ободзинского. И нужно сказать, что оно прозвучало на фоне новых работ Валерия Ободзинского довольно бесцветно. Ясно, что «Эти глаза напротив» отошли в прошлое… |

В 1970-е годы у песни было шуточное название «Эти глаза не против».

## Критика
Один из самых последовательных и жёстких критиков советской эстрады Сергей Жариков отдавал должное песне «Эти глаза напротив» и первому совместному шлягеру Тухманова и Ободзинского — «Восточной песне»:

Случилось так, что одна-единственная «Восточная песня» за каких-то полторы минуты сделала знаменитым не только исполнителя, но и её композитора — Давида Фёдоровича Тухманова. Человеку иного поколения, Ободзинскому претила тухмановская «молодёжность», однако композитор настоял тогда на своём, и, как оказалось, игра стоила свеч. И этот сплав утончённой, но, казалось бы, устаревшей манеры певца с элементами бита, который гениальный Тухманов постоянно инкрустировал в вялую советскую песню, в начале 70-х по-настоящему воплотился в бессмертном ностальгическом шедевре Татьяны Сашко «Эти глаза напротив».

## Исполнители
- Валерий Ободзинский — первый исполнитель[5].
- Эмиль Горовец
- Алла Иошпе и Стахан Рахимов.
- Яак Йоала. Исполнял песню только на эстонском языке.
- Алексей Чумаков. Выступление состоялось на конкурсе «Народный артист» в 2003 году[6].
- Филипп Киркоров[7].
- Витас[8].
- Марк Тишман и Нонна Гришаева. Выступление состоялось на телешоу «Две звезды» в 2009 году[9].
- Методие Бужор[10].
- Игорь Наджиев. Финал концерта в Московском Государственном театре эстрады, посвящённый 70-летию Валерия Ободзинского (29 февраля 2012)[11]; финал концерта «Эти глаза напротив», посвящённый Валерию Ободзинскому, в Зале церковных соборов Храма Христа Спасителя (24 марта 2018)[12]; финал концерта «Песни на все времена» в Зале церковных соборов Храма Христа Спасителя (24 ноября 2018)[13].

Также исполняется в х/ф «Одесский пароход» (2020, реж. С. Урсуляк); актёр в образе В. Ободзинского 70-х годов.

## Пародии
- Мурзилки International[14]